# 박항한
박항한(朴恒漢, 1666년~1701년)은 조선 후기 시대의 학자 겸 저술가·문인이다. 박장원의 손자이자 박문수의 부친이다. 자(字)는 도상(道常)·덕일(德一). 본관은 고령.

## 생애
조선 시대 후기의 학자로, 그는 일평생토록 초야에 묻혀 학자로 지냈으며, 훗날 병조판서를 지낸 박문수(朴文秀, 1691년~1756년)는 그의 아들이었다. 그는 오히려 관직에 힘쓰고 있기보다는 조상의 학문을 이어받아, 삼십여평생 학문과 덕행으로 일세의 추앙을 받았다. 1698년에 형 박태한(朴泰漢, 1664년~1698년)이 35세에 병으로 죽은지도 3년이 지난 1701년에 박항한 그도, 향년 36세를 일기로 갑자기 병으로 죽은 뒤, 아들 문수(文秀)가 분무공신(奮武功臣)에 책록됨에 따라 의정부 좌찬성이 추증되고, 영은군(靈恩君)에 추봉되었다. 병으로 요절한 사후의 저서이자 유고집으로는, 막내 남동생 박사한(朴師漢, 1678년~1745년)의 주도로써 의해 1736년에 간행된 유고 저서 문집 《박영은유고(朴靈恩遺稿)》가 있다.

## 저서
- 《박영은유고(朴靈恩遺稿)》 ... 1701년(숙종 27) 박항한 사후 1736년(영조 12) 막내 아우 박사한(朴師漢)이 주도하여 유고집으로 대리 간행.

## 같이 보기
- 박장원
- 박문수
- 박성빈
- 박정희